# Cmentarz żydowski w Lubsku
Cmentarz żydowski w Lubsku – został założony w II połowie XIX wieku i zajmował powierzchnię 0,11 ha. Przetrwał w dość dobrym stanie okres III Rzeszy, został jednak zlikwidowany w 1970 roku przez władze komunistyczne. Obecnie na jego miejscu znajduje się parking. W 1991 roku ustawiono tablicę informującą o pierwotnym charakterze miejsca. Zachowały się fragmenty porozbijanych nagrobków.